# Robur Carolinum
Robur Carolinum (z łac. „Dąb Karola”) – historyczny gwiazdozbiór obejmujący część gwiazd obecnych konstelacji Kila i Żagla. Gwiazdozbiór został stworzony w 1678 roku przez Edmonda Halleya na cześć króla Karola II Stuarta. Upamiętniał on dąb (tzw. Royal Oak, „królewski dąb”), w którym król ukrywał się po klęsce w bitwie pod Worcester. Halley przedstawił gwiazdozbiór Towarzystwu Królewskiemu po powrocie z obserwacji na Wyspie Świętej Heleny. Gest zyskał uznanie króla i Halley otrzymał tytuł magistra Uniwersytetu Oksfordzkiego. Robur Carolinum obejmował jasne gwiazdy historycznego gwiazdozbioru Argo, w tym drugiego co do jasności Miaplacidusa oraz gwiazdę eta Carinae, którą Halley skatalogował jako pierwszy. Gwiazdozbiór ten umieścił w swoim atlasie także Jan Heweliusz, korzystający z precyzyjnych pomiarów Halleya. Nicolas-Louis de Lacaille usunął ten gwiazdozbiór, tworząc dokładniejsze mapy nieba południowego 75 lat po Halleyu. Objęcie gwiazd z figury klasycznego Okrętu Argo i podtekst polityczny sprawiły, że niewielu astronomów zaakceptowało ten gwiazdozbiór, choć pojawił się jeszcze w atlasie nieba Johanna Bodego w 1801 roku.